# Aellopos fadus
Aellopos fadus este o specie de molie din familia Sphingidae. Poate fi întâlnită în America Centrală și în partea nordică a Americii de Sud.

## Descriere
Anvergura este de 57–60 mm. Corpul este brun și are o linie albă pe abdomen. Aripile de sus sunt brun-închise. 

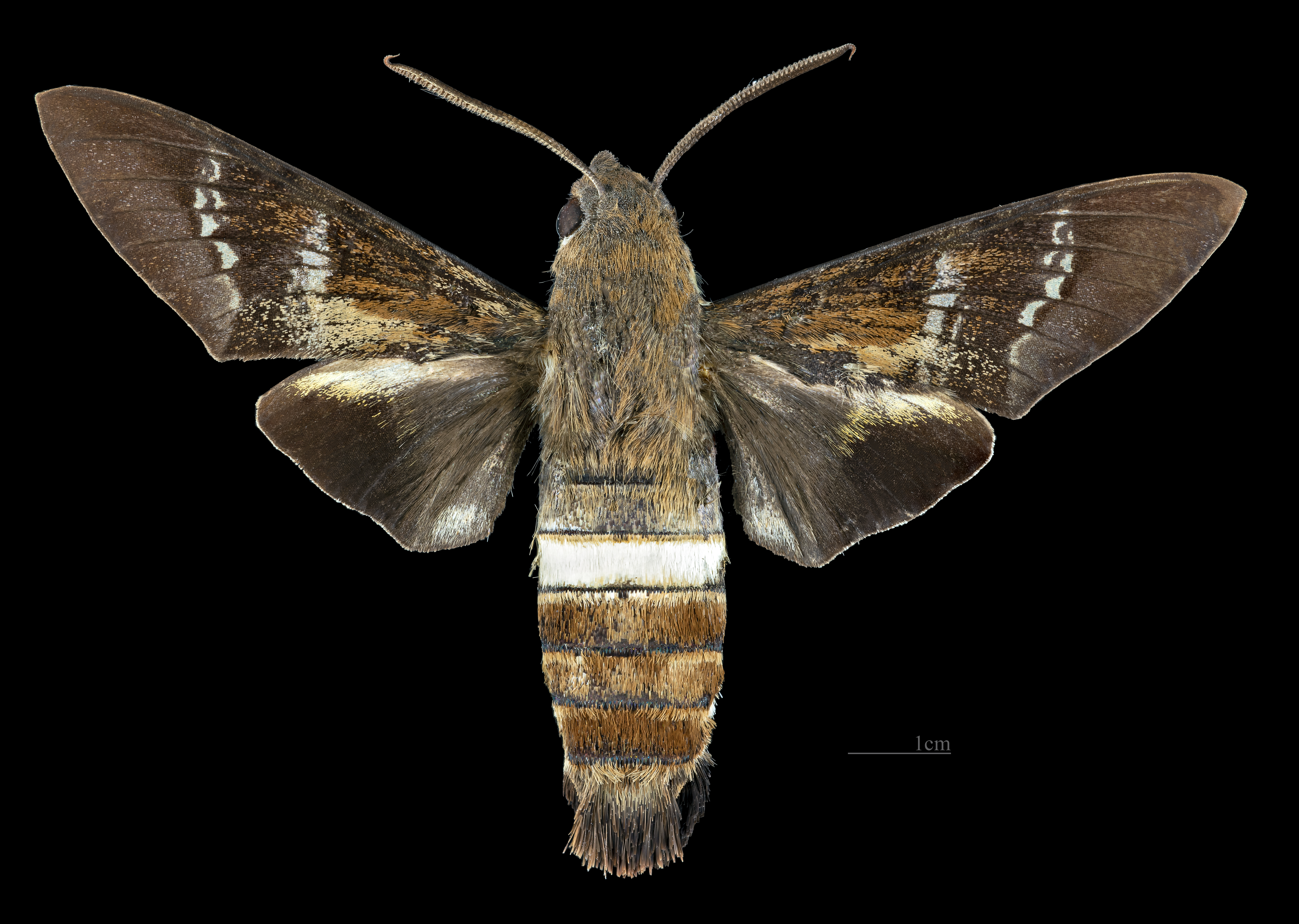
Aellopos fadus ♂
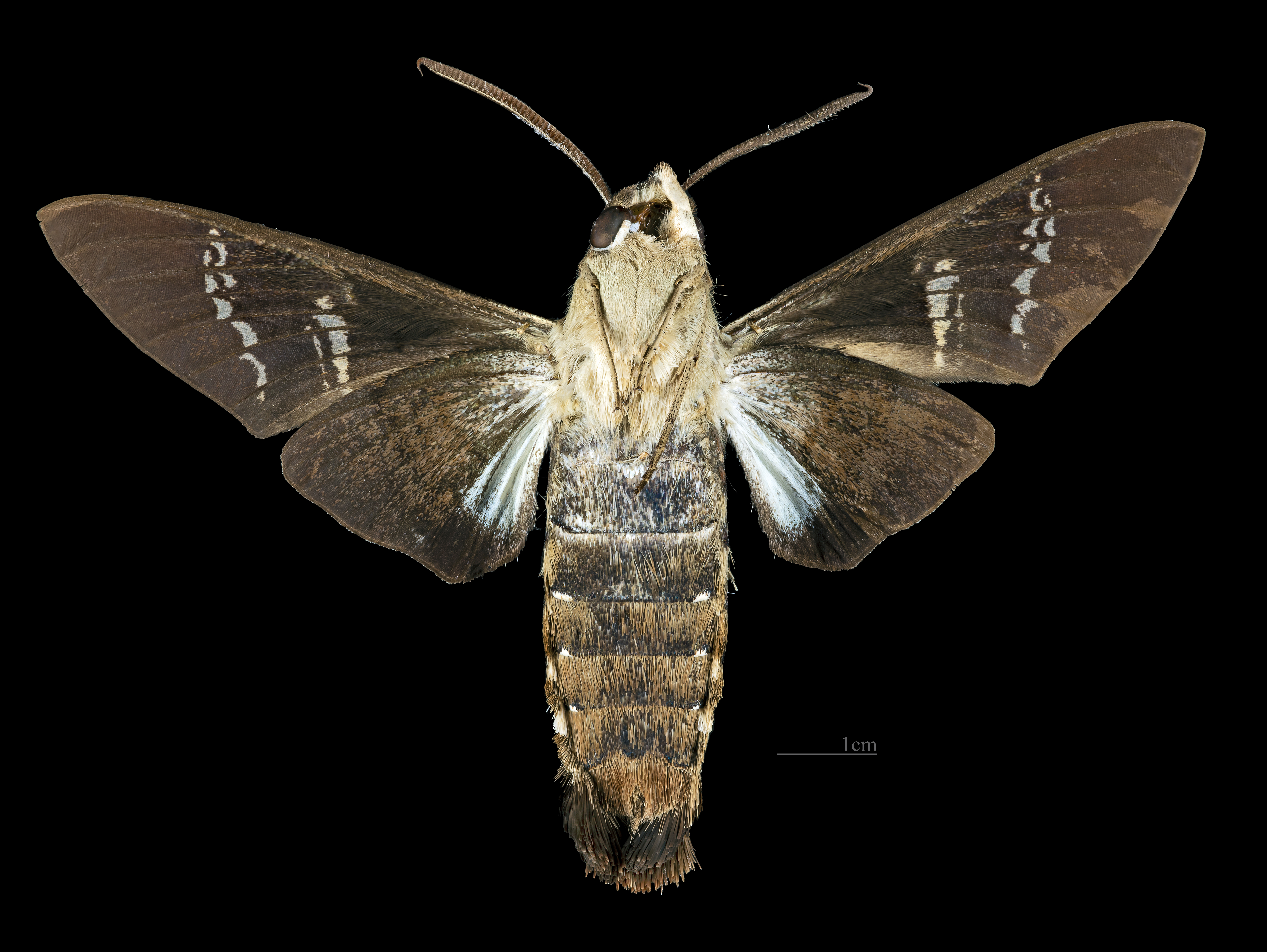
Aellopos fadus ♂   △
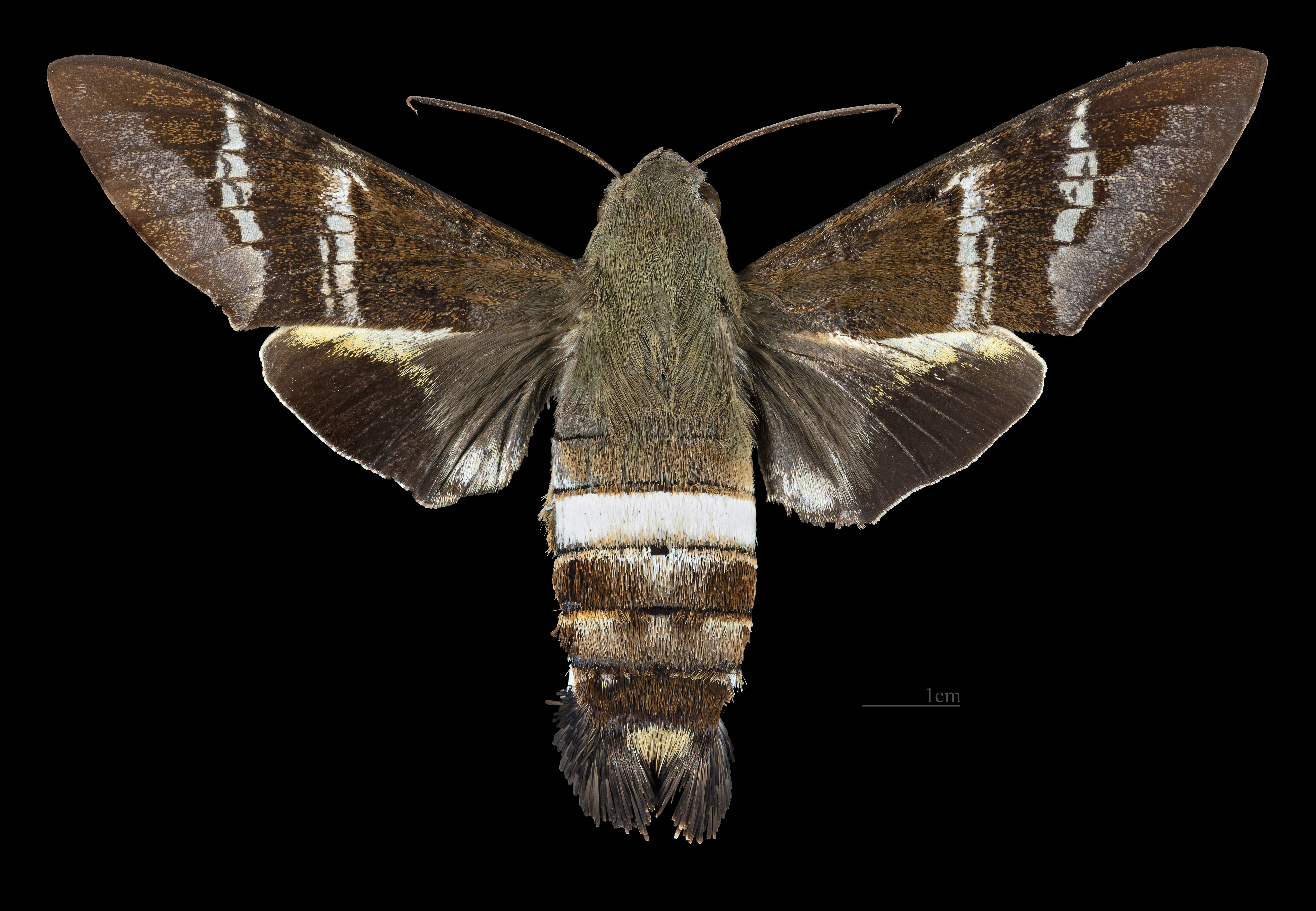
Aellopos fadus   ♀
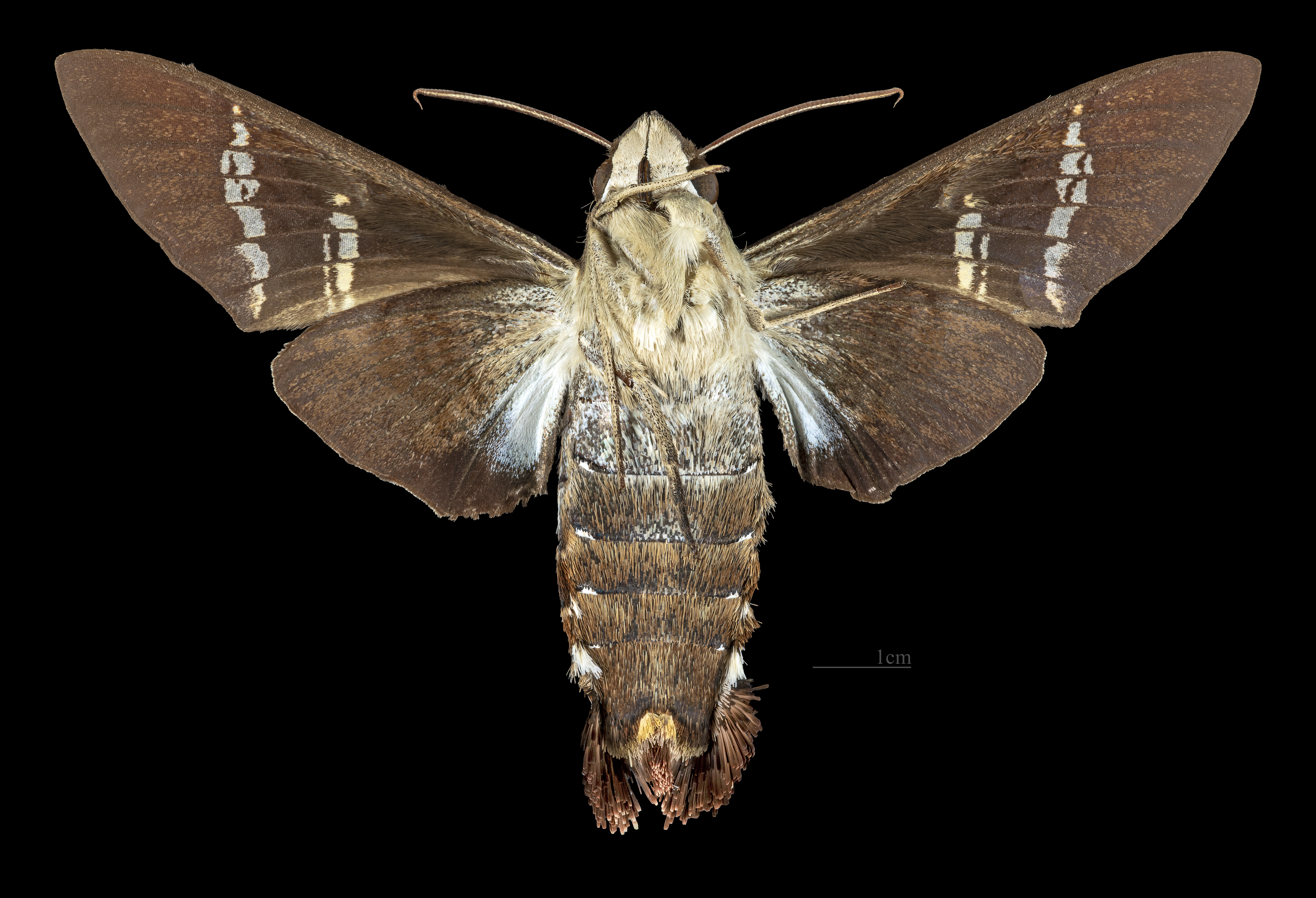
Aellopos fadus ♂  △

Adulții zboară tot anul în zona tropicelor. Au ca principală sursă de hrană nectarul de la specii variate de flori, printre care se numără specii de Abelia.

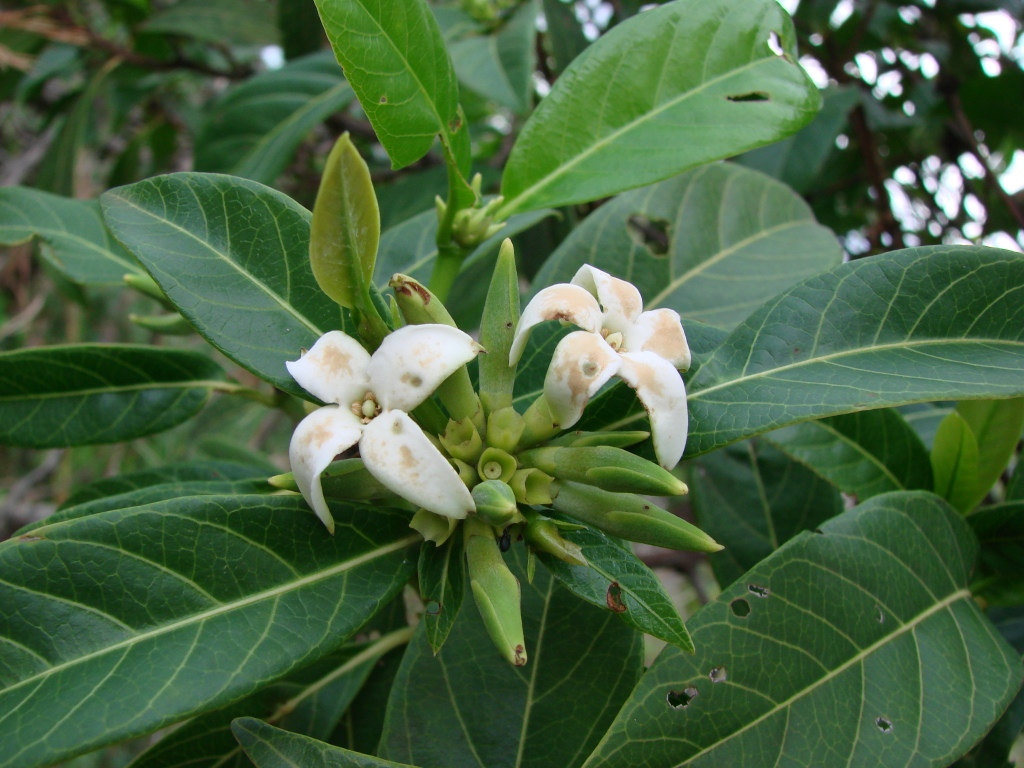
Alibertia edulis.

Larvele se hrănesc cu specii variate de Rubiaceae, printre care: Genipa americana, Alibertia edulis și specii de Randia. 
Pupele sunt negre și subțiri.